# Abe Jonker
Abe Jonker (Port Elizabeth, 13 dicembre 1933 – 31 luglio 1991) è stato un ciclista su strada sudafricano.
Ha partecipato ai Giochi di Melbourne 1956 e di Roma 1960, gareggiando in vari eventi individuali ed a squadre.